# Cleveland (Flórida)
Cleveland é uma Região censo-designada localizada no estado americano de Flórida, no Condado de Charlotte.

## Demografia
Segundo o censo americano de 2000, a sua população era de 3268 habitantes.

## Geografia
De acordo com o United States Census Bureau tem uma área de
14,3 km², dos quais 14,2 km² cobertos por terra e 0,1 km² cobertos por água. Cleveland localiza-se a aproximadamente 3 m acima do nível do mar.

## Localidades na vizinhança
O diagrama seguinte representa as localidades num raio de 16 km ao redor de Cleveland.